# Камасинцы
Камаси́нцы (устар. таёжные татары) — относящийся к саянским самодийцам народ самодийской группы уральской языковой семьи, живший в горных районах юга современного Красноярского края (по рекам Кан и Мана) и Хакасии.

## История
В XVII веке численность камасинцев составляла примерно 500 человек. В XVIII—XIX веках делились на две основных группы: таёжных камасинцев, занимавшихся охотой, оленеводством и рыболовством, и степных камасинцев, более известных под названием кашинцы, занимавшихся скотоводством, коневодством, земледелием, охотой и говоривших на тюркско-качинском языке.
Были почти полностью ассимилированы русским крестьянским населением к концу XIX века в связи с переходом к оседлому хозяйству, произошедшему после мора оленей. Часть камасинцев влилась в тюркоязычный хакасский этнос.
В начале XX века наиболее значительные материалы по языку и фольклору камасинцев собрал финский лингвист К. Доннер. В 1960—1970 годах с ещё жившими в то время носителями камасинского языка, последняя из которых (Клавдия Захаровна Плотникова) умерла в возрасте 94 лет в 1989 году, работал эстонский лингвист Аго Кюннап.

## Численность
Аго Кюннап в очерке по камасинскому языку указывает, что осталось не более 50 потомков камасинцев (1999).
Во всероссийских переписях населения 2010 и 2020-21 гг. 2 человека указали национальность "камасинцы".
В унифицированном туристском паспорте Саянского района Красноярского края (разработан местной администрацией в 2021 г.) приведён этнический состав населения района. 0,2% от общей численности населения в 10500 человек (=21 человек) отнесены к камасинцам, потомкам коренной народности.

## Перечень камасинских и кашинских родов
1. Байга
2. Буга
3. Бугулма (кашинский род),
4. Мадор или Татар,
5. Могати (кашинский род),
6. Ниги,
7. Сили,
8. Ургуне,
9. Харгил (кашинский род),
10. Хипду (кашинский род),
11. Шалба
12. Нарба — ассимилирован хакасами[источник?].

Антропонимы в местах компактного проживания камасинцев — деревни Абалаково, Пермяково, Пьянково: Алжибаев, Анджигатов (из рода Сили), Ашпуров (из рода Ниги), Джибьев (из рода Мадор), Додышев, Кочеров, Разманов, Саламатов, Сартыганов, Судачаков, Тошилкин, Тугуин, Туинаков, Шайбин, Янгулов.